# Agaricostilbomycetes
Agaricostilbomycetes R. Bauer et al. – klasa podstawczaków (Basidiomycota).

## Charakterystyka
Grzyby dymorficzne bez ssawek i z porami w septach bez mikrociałek. Podstawki typu Auricularia (np. Agaricostilbum) i typu holobazydium (np. Chionosphaera), a także grzyby drożdżopodobne, które w hodowli tworzą fragmobazydia będące balistosporami (np. Kondoa). Niektóre gatunki to grzyby naporostowe.

## Systematyka
Według CABI databases bazującej na Dictionary of the Fungi klasa Agaricostilbomycetes to takson monotypowy:
- podklasa Agaricostilbomycetidae Bauer, Begerow, Oberw., M. Piepenbr. & Berbee 2001
  - rząd Agaricostilbales Oberw. & R. Bauer 1989
    - rodzina Agaricostilbaceae Oberw. & R. Bauer 1989
    - rodzina Chionosphaeraceae Oberw. & Bandoni 1982
    - rodzina Jianyuniaceae Q.M. Wang & F.Y. Bai 2020
    - rodzina Kondoaceae R. Bauer, Begerow, J.P. Samp., M. Weiss & Oberw. 2006
    - rodzina Ruineniaceae Q.M. Wang, F.Y. Bai, M. Groenew. & Boekhout 2015[2].